# Spilosoma rubrocollaris
Spilosoma rubrocollaris är en fjärilsart som beskrevs av Gottfried Christian Reich 1937. Spilosoma rubrocollaris ingår i släktet Spilosoma och familjen björnspinnare. Inga underarter finns listade i Catalogue of Life.